# イマン・ビント・アル＝フセイン
イマン・ビント・アル＝フセイン（إيمان بنت الحسين、Iman bint Al Hussein、2024年8月3日 - ）は、ヨルダン王国の王女。

## 経歴
2024年8月3日、ヨルダン王太子フセインとラジュワ王太子妃の間に長女として生まれた。ヨルダン国王アブドゥッラー2世およびラーニア王妃の初孫でもある。王室は彼女の誕生を発表するとともに、贈り物や花の代わりにアル・アマン孤児基金への寄付を呼びかけた。